# Grand Prix d'Isbergues 2004
Il Grand Prix d'Isbergues 2004, cinquantottesima edizione della corsa e valida come evento dell'UCI, si svolse il 19 settembre 2004, per un percorso totale di 201 km. Fu vinto dal belga Ludovic Capelle che giunse al traguardo con il tempo di 4h45'36" alla media di 42,22 km/h.
Al traguardo 77 ciclisti portarono a termine il percorso.

## Ordine d'arrivo (Top 10)
| Pos. | Corridore          | Squadra        | Tempo    |
| ---- | ------------------ | -------------- | -------- |
| 1    | Ludovic Capelle    | Landbouwkred.  | 4h45'36" |
| 2    | Frédéric Guesdon   | fdjeux.com     | s.t.     |
| 3    | Cezary Zamana      | Choc. Jacques  | s.t.     |
| 4    | Sergej Kruševskij  | Oktos          | s.t.     |
| 5    | Rony Martias       | La Boulangère  | s.t.     |
| 6    | Pieter Mertens     | Vlaanderen     | s.t.     |
| 7    | Jens Renders       | Mr Bookmaker   | s.t.     |
| 8    | Yannick Talabardon | Auber 93       | s.t.     |
| 9    | Ján Valach         | eD'System-ZVVZ | s.t.     |
| 10   | Nicolas Roche      | Cofidis        | s.t.     |